# Tavernette
Tavernette  è una frazione del comune di Cumiana situata a 374 m s.l.m. Prima di essere aggregata a Cumiana costituiva un comune autonomo dalla Val Chisola che si estendeva nella pianura pinerolese fino a Piscina.

## Toponimo
Il nome della borgata deriva dal latino tabernae.

## Geografia fisica
L'attuale centro abitato di Tavernette è collocato in un valloncello ai margini orientali delle Alpi Cozie il quale, scendendo dalla Rocca Due Denti in direzione sud-est, si apre verso la pianura pinerolese. A breve distanza dal paese transita la ex SS 589 dei Laghi di Avigliana.

## Storia
La comunità di Tavernette nel Medioevo si estendeva dalla Val Chisola fino all'attuale territorio comunale di Piscina. Il capoluogo era situato nell'area pedemontana del comune ed il suo nome, Oliva, derivava dalla convinzione che sul posto nel passato si producessero olive.
L'area di Piscina, situata a notevole distanza dal capoluogo con il quale le esondazioni del Noce e del Rio Torto rendevano problematiche le comunicazioni stradali, a seguito di una lunga controversia nel 1801 riuscì ad ottenere la propria autonomia comunale, Il residuo territorio comunale assunse il nome di Oliva, nome che mantenne fino ad oltre metà Ottocento. Il comune faceva parte del mandamento di Cumiana assieme a Cumiana stessa ed a Cantalupa. Nel 1863 esso assunse il nome di Tavernette; il comune restò autonomo fino al 1928, anno nel quale esso venne infine aggregato a quello di Cumiana.
Il codice ISTAT del comune soppresso era 001866, il codice catastale (valido fino al 1983) era G033

## Edifici di pregio

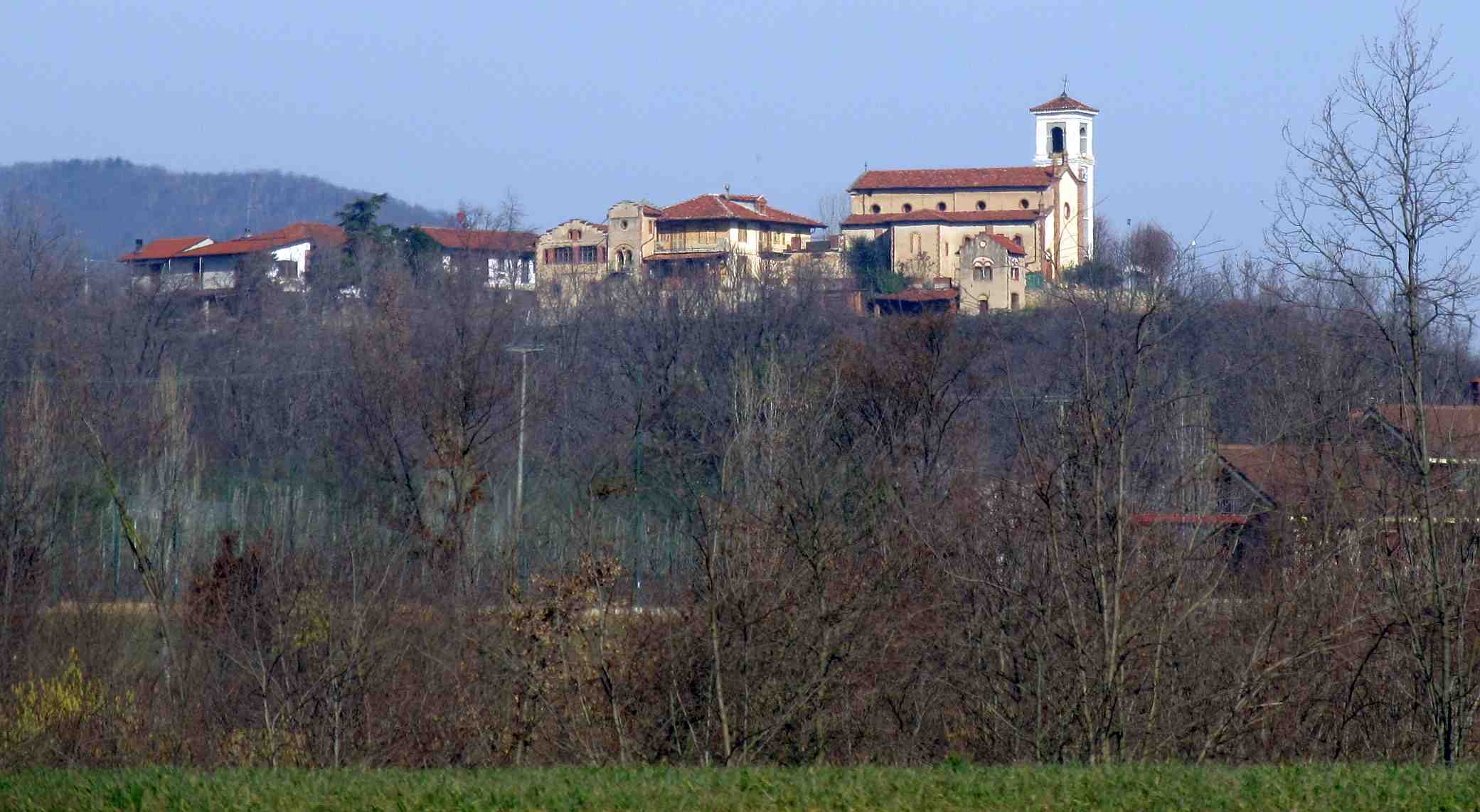
La parrocchiale di San Pietro in Vincoli

### Chiesa parrocchiale
La chiesa intitolata a San Pietro in Vincoli è molto antica e viene citata in un documento risalente al 1319. Essa sorge oggi su un poggio che domina il paese; a cavallo tra il XIX e il XX secolo fu oggetto di notevoli lavori di restauro.

## Escursionismo
Alcuni sentieri che partono da Tavernette permettono di salire alla Rocca Due Denti, al Monte Brunello, ai Tre Denti e al Freidour oppure, superando il crinale che divide la Val Chisola dalla Val Noce, di raggiungere il rifugio Melano.